# カードファイト!! ヴァンガードのディスコグラフィ
カードファイト!! ヴァンガードのディスコグラフィでは、テレビアニメ『カードファイト!! ヴァンガード』の関連CDについて記述する。発売元はランティス（第1期、第2期）、響ミュージック（第3期）。

## シングル

### ミラクルトリガー 〜きっと明日はウルトラレア!〜／スタンドアップ!DREAM
「ミラクルトリガー 〜きっと明日はウルトラレア!〜／スタンドアップ!DREAM」（ミラクルトリガー 〜きっとあしたはウルトラレア!〜／スタンドアップ!ドリーム）は、2012年5月5日にLantisより発売された。表題曲「ミラクルトリガー 〜きっと明日はウルトラレア!〜」は、テレビアニメ『カードファイト!! ヴァンガード』の18話挿入歌として使用されていた。ヴァンガードのイベント限定販売ため店頭での販売はされていないが同年6月27日に発売された『カードファイト!! ヴァンガードキャラクターソングアルバム スタンドアップ!ザ・ソング!』にも収録されている。
収録曲
全作詞：こだまさおり、作曲・編曲：山口朗彦、歌：ウルトラレア（南條愛乃、三森すずこ、寺川愛美）
1. ミラクルトリガー 〜きっと明日はウルトラレア!〜 [4:09]
2. スタンドアップ!DREAM [3:56]
3. ミラクルトリガー 〜きっと明日はウルトラレア!〜（off vocal）
4. スタンドアップ!DREAM（off vocal）

### ENDLESS☆FIGHTER
「ENDLESS☆FIGHTER」（エンドレス・ファイター）は、2013年2月20日に響ミュージックから発売された。表題曲「ENDLESS☆FIGHTER」は、テレビアニメ『カードファイト!! ヴァンガード リンクジョーカー編』のエンディングテーマとして使用されている。また、カップリング曲「未来SSKETCH!」はTVアニメ『みにヴぁん』のエンディングテーマとして使用されている。
初回生産限定盤には「ENDLESS☆FIGHTER」のミュージッククリップ付きDVD。特典はヴァンガードのPRカードとヴァンガードのスマートフォンゲームのアイテムコードとウルトラレア3人の集合生写真。
収録曲
1. ENDLESS☆FIGHTER 
  - 作詞：中山真斗、作曲：上松範康、編曲：菊田大介、歌：ウルトラレア（南條愛乃、三森すずこ、寺川愛美）
  - TVアニメ『カードファイト!! ヴァンガード リンクジョーカー編』エンディングテーマ

2. 未来SKETCH! 
  - 作詞：RUCCA、作曲・編曲：菊田大介、歌：ウルトラレア（南條愛乃、三森すずこ、寺川愛美）
  - TVアニメ『みにヴぁん』エンディングテーマ

3. ENDLESS☆FIGHTER（off vocal）
4. 未来SKETCH!（off vocal）

DVD（初回生産限定盤のみ）
1. ENDLESS☆FIGHTER（Music Clip）

| テレビアニメ『カードファイト!! ヴァンガード リンクジョーカー編』エンディングテーマ 2013年1月13日 - 4月21日 |                                                |                                                                     |
| 前作: Sea☆A 『エントリー!』 ここまで第2期                                                                  | ウルトラレア 『ENDLESS☆FIGHTER』 ここから第3期 | 次作: ミルキィホームズ 『ユメユメエキスプレス』                     |
| 情報番組『ヴァンガ道（第2期）』エンディングテーマ 2013年4月6日 - 9月28日                                   |                                                |                                                                     |
| - | ウルトラレア 『ENDLESS☆FIGHTER』               | 戸倉ミサキ（橘田いずみ）& コーリン（三森すずこ） 『Ride on fight!』 |

### Ride on fight!
「Ride on fight!」（ライド オン ファイト）は、2013年10月16日に響ミュージックから発売。表題曲「Ride on fight!」は、テレビアニメ『カードファイト!! ヴァンガード リンクジョーカー編』のエンディングテーマとして使用される。特典はヴァンガードのPRカードとヴァンガードのスマートフォンゲームのアイテムコード。
収録曲
全作詞：小田倉奈知、作曲：太田雅友、編曲：EFFY、歌：戸倉ミサキ（橘田いずみ）&コーリン（三森すずこ）
1. Ride on fight! 
  - TVアニメ『カードファイト!! ヴァンガード リンクジョーカー編』エンディングテーマ

2. Stella
3. Ride on fight!（off vocal）
4. Stella（off vocal）

| テレビアニメ『カードファイト!! ヴァンガード リンクジョーカー編』エンディングテーマ 2013年9月8日 - 11月24日 |                                                                     |                                   |
| 前作: ミルキィホームズ 『ユメユメエキスプレス』                                                            | 戸倉ミサキ（橘田いずみ）& コーリン（三森すずこ） 『Ride on fight!』 | 次作: Suara 『Fly away -大空へ-』 |
| 情報番組『ヴァンガ道（第2期）』エンディングテーマ 2013年10月5日 - 12月28日                                 |                                                                     |                                   |
| ウルトラレア 『ENDLESS☆FIGHTER』                                                                           | 戸倉ミサキ（橘田いずみ）& コーリン（三森すずこ） 『Ride on fight!』 | -                                 |

### アジアサーキット編 キャラクターソング

#### vol.1 先導アイチ「笑顔の未来」
2012年10月10日にLantisより発売された。先導アイチのキャラクターソング2曲のほか、ミニドラマが収録されている。
収録曲
1. 笑顔の未来
  - 作詞：こだまさおり、作曲・編曲：岡本健介、歌：先導アイチ（代永翼）

2. 約束のクロスロード
  - 作詞：こだまさおり、作曲・編曲：浅野高弘、歌：先導アイチ（代永翼）

3. 笑顔の未来（off vocal）
4. 約束のクロスロード（off vocal）
5. ミニドラマ（1）
  - 出演：先導アイチ（代永翼）、櫂トシキ（佐藤拓也）、戸倉ミサキ（橘田いずみ）、葛木カムイ（石川静）、先導エミ（榎本温子）、三和タイシ（森久保祥太郎）

#### vol.2 櫂トシキ「前を向いて」
2012年10月10日にLantisより発売された。櫂トシキのキャラクターソング2曲のほか、ミニドラマが収録されている。
収録曲
1. 前を向いて
  - 作詞：こだまさおり、作曲・編曲：岡本健介、歌：櫂トシキ（佐藤拓也）

2. 限界BREAKTHROUGH
  - 作詞：こだまさおり、作曲・編曲：佐々木裕、歌：櫂トシキ（佐藤拓也）

3. 前を向いて（off vocal）
4. 限界BREAKTHROUGH（off vocal）
5. ミニドラマ（2）
  - 出演：先導アイチ（代永翼）、櫂トシキ（佐藤拓也）、戸倉ミサキ（橘田いずみ）、葛木カムイ（石川静）、先導エミ（榎本温子）、三和タイシ（森久保祥太郎）

#### vol.3 戸倉ミサキ「EMOTION BIND!」
2012年10月24日にLantisより発売された。戸倉ミサキのキャラクターソング2曲のほか、ミニドラマが収録されている。
収録曲
1. EMOTION BIND!
  - 作詞：松井洋平、作詞・作曲：板垣祐介、歌：戸倉ミサキ（橘田いずみ）

2. 未来への架け橋
  - 作詞：松井洋平、作詞・作曲：三浦誠司、歌：戸倉ミサキ（橘田いずみ）

3. EMOTION BIND!（off vocal）
4. 未来への架け橋（off vocal）
5. ミニドラマ（3）
  - 出演：先導アイチ（代永翼）、櫂トシキ（佐藤拓也）、戸倉ミサキ（橘田いずみ）、葛木カムイ（石川静）、先導エミ（榎本温子）、三和タイシ（森久保祥太郎）

#### vol.4 葛木カムイ&先導エミ「最高のトリガー!!」「笑顔にエール」
2012年10月24日にLantisより発売された。葛木カムイと先導エミのキャラクターソング2曲のほか、ミニドラマが収録されている。
収録曲
1. 最高のトリガー!!
  - 作詞：松井洋平、作曲・編曲：MEG.ME、歌：葛木カムイ（石川静）

2. 笑顔にエール
  - 作詞：松井洋平、作曲・編曲：板垣祐介、歌：先導エミ（榎本温子）

3. 最高のトリガー!!（off vocal）
4. 笑顔にエール（off vocal）
5. ミニドラマ（4）
  - 出演：先導アイチ（代永翼）、櫂トシキ（佐藤拓也）、戸倉ミサキ（橘田いずみ）、葛木カムイ（石川静）、先導エミ（榎本温子）、三和タイシ（森久保祥太郎）、雀ヶ森レン（阿部敦）

#### vol.5 三和タイシ「ウェルカム!」
2012年11月21日にLantisより発売された。三和タイシのキャラクターソング2曲のほか、ミニドラマが収録されている。
収録曲
1. ウェルカム!
  - 作詞：こだまさおり、作曲：黒須克彦、編曲：lotta、歌：三和タイシ（森久保祥太郎）

2. I'm on your "Rear-Side"
  - 作詞：松井洋平、作曲・編曲：國司龍之介、歌：三和タイシ（森久保祥太郎）

3. ウェルカム!（off vocal）
4. I'm on your "Rear-Side"（off vocal）
5. ミニドラマ（5）
  - 出演：先導アイチ（代永翼）、櫂トシキ（佐藤拓也）、戸倉ミサキ（橘田いずみ）、葛木カムイ（石川静）、先導エミ（榎本温子）、三和タイシ（森久保祥太郎）、雀ヶ森レン（阿部敦）

#### vol.6 雀ヶ森レン「終末へのprelude」
2012年11月21日にLantisより発売された。雀ヶ森レンのキャラクターソング2曲のほか、ミニドラマが収録されている。
収録曲
1. 終末へのprelude
  - 作詞：こだまさおり、作曲・編曲：河田貴央、歌：雀ヶ森レン（阿部敦）

2. LET'S JOIN "THE" VANGUARD"
  - 作詞：松井洋平、作曲：大石邦雄・清水哲平、編曲：清水哲平、歌：雀ヶ森レン（阿部敦）

3. 終末へのprelude（off vocal）
4. LET'S JOIN "THE" VANGUARD"（off vocal）
5. ミニドラマ（6）
  - 出演：先導アイチ（代永翼）、櫂トシキ（佐藤拓也）、戸倉ミサキ（橘田いずみ）、葛木カムイ（石川静）、先導エミ（榎本温子）、三和タイシ（森久保祥太郎）、雀ヶ森レン（阿部敦）

### リンクジョーカー編 キャラクターデュエットソング

#### Fate Breaker
2014年3月19日に響ミュージックより発売。櫂トシキ&先導アイチのキャラクターデュエットソング2曲が収録されている。
収録曲
1. Fate Breaker
  - 歌：櫂トシキ（佐藤拓也）&先導アイチ（代永翼）

2. リスペクトファイター
  - 歌：櫂トシキ（佐藤拓也）&先導アイチ（代永翼）

3. Fate Breaker（off vocal）
4. リスペクトファイター（off vocal）

#### maybe ファイナルターン
2014年3月19日に響ミュージックより発売。櫂トシキ&雀ヶ森レンのキャラクターデュエットソング2曲が収録されている。
収録曲
1. maybe ファイナルターン
  - 歌：櫂トシキ（佐藤拓也）&雀ヶ森レン（阿部敦）

2. Let's Get Fight!!
  - 歌：櫂トシキ（佐藤拓也）&雀ヶ森レン（阿部敦）

3. maybe ファイナルターン（off vocal）
4. Let's Get Fight!!（off vocal）

#### We Ride Everyday!!
2014年3月19日に響ミュージックより発売。櫂トシキ&三和タイシのキャラクターデュエットソング2曲が収録されている。
収録曲
1. We Ride Everyday!!
  - 歌：櫂トシキ（佐藤拓也）&三和タイシ（森久保祥太郎）

2. フレンドシップ・オーバーロード
  - 歌：櫂トシキ（佐藤拓也）&三和タイシ（森久保祥太郎）

3. We Ride Everyday!!（off vocal）
4. フレンドシップ・オーバーロード（off vocal）

## アルバム

### スタンドアップ!ザ・ソング!!
2012年6月27日にLantisより発売された。各キャラクターソングのほか、ミニドラマが収録されている。初回生産分には、「カードファイトパック Vol.6」が全6種の内1種がランダムで1枚封入されている。
収録曲
1. オープニングミニドラマ
  - 出演：先導アイチ（代永翼）、櫂トシキ（佐藤拓也）、葛木カムイ（石川静）、戸倉ミサキ（橘田いずみ）、雀ヶ森レン（阿部敦）

2. 勇気のイメージ
  - 歌：先導アイチ（代永翼）、作詞：こだまさおり、作曲・編曲：佐々倉有吾

3. 希望の証明
  - 歌：櫂トシキ（佐藤拓也）、作詞：こだまさおり、作曲・編曲：山田高弘

4. 最強オレ様ライド!
  - 歌：葛木カムイ（石川静）、作詞：こだまさおり、作曲・編曲：河原嶺旭

5. やさしいキオク
  - 戸倉ミサキ（橘田いずみ）、作詞：松井洋平、作曲・編曲：河原嶺旭

6. THE END OF TURN
  - 歌：雀ヶ森レン（阿部敦）、作詞：micco、作曲・編曲：佐々木裕

7. EDミニドラマ
  - 出演：先導アイチ（代永翼）、櫂トシキ（佐藤拓也）、葛木カムイ（石川静）、戸倉ミサキ（橘田いずみ）、雀ヶ森レン（阿部敦）

8. ミラクルトリガー 〜きっと明日はウルトラレア!〜
  - 作詞：こだまさおり、作曲・編曲：山口朗彦、歌：ウルトラレア（レッカ〈南條愛乃〉、コーリン〈三森すずこ〉、スイコ〈寺川愛美〉）

9. スタンドアップ! DREAM
  - 作詞：こだまさおり、作曲・編曲：山口朗彦、歌：ウルトラレア（レッカ〈南條愛乃〉、コーリン〈三森すずこ〉、スイコ〈寺川愛美〉）

### スタンドアップ!ザ・ベストソングス!
2013年3月6日にLantisより発売された。テレビシリーズ第1期から第2期までのオープニング&エンディング主題歌が収録されている。
収録曲
1. Vanguard
2. ダイヤモンドスター☆
3. Smash Up!!
4. DREAM SHOOTER
5. Believe in my existence
6. Starting Again
7. 泣き虫TREASURES
8. LIMIT BREAK
9. 情熱イズム
10. Fighting Growing Diary
11. エントリー!
12. Vanguard（English）
  - 作詞・作曲：影山ヒロノブ、英語詞訳：BARAKI、編曲：安瀬聖、歌：JAM Project
  - TVアニメ『カードファイト!! ヴァンガード 英語版』初代オープニングテーマ

13. Believe in my existence（English）
  - 作詞：影山ヒロノブ、英語詞訳：BARAKI、作曲：影山ヒロノブ、きただにひろし、編曲：安瀬聖、歌：JAM Project
  - TVアニメ『カードファイト!! ヴァンガード 英語版』2代目オープニングテーマ

14. LIMIT BREAK（English）
  - 作詞：影山ヒロノブ、きただにひろし、英語詞訳：BARAKI、作曲：影山ヒロノブ、編曲：鈴木マサキ、歌：JAM Project
  - TVアニメ『カードファイト!! ヴァンガード アジアサーキット編 英語版』オープニングテーマ

### ソングス・オブ・宮地学園カードファイト部
2013年6月5日に響ミュージックより発売。
収録曲
1. 未来ステージ
  - 歌：先導アイチ（代永翼）

2. CHANGE
  - 歌：石田ナオキ（奈良徹）

3. MY HOME
  - 歌：立凪コーリン（三森すずこ）

4. 本気ファイト
  - 歌：戸倉ミサキ（橘田いずみ）

5. 笑顔でfight!
  - 歌：宮地学園カードファイト部（先導アイチ〈代永翼〉、石田ナオキ〈奈良徹〉、立凪コーリン〈三森すずこ〉、戸倉ミサキ〈橘田いずみ〉、小茂井シンゴ〈吉野裕行〉）

6. 未来ステージ（カラオケ）
7. CHANGE（カラオケ）
8. MY HOME（カラオケ）
9. 本気ファイト（カラオケ）
10. 笑顔でfight!（カラオケ）

### TVアニメ「カードファイト!! ヴァンガード」～リンクジョーカー＆レギオンメイト編～ ベストアルバム2
2014年12月24日にブシロードミュージックから発売。通算2枚目となる主題歌集。前作と同様『カードファイト!! ヴァンガード』のテレビアニメの主題歌を収録している他、劇場版の挿入歌も収録している。
収録曲
1. Vanguard Fight[3:42]
  - 歌：サイキックラバー、作詞・作曲：YOFFY、編曲：トオミ ヨウ
  - 『カードファイト!! ヴァンガード リンクジョーカー編』RIDE 105 - RIDE 128OP（OP4曲目）

2. ENDLESS☆FIGHTER[4:07]
  - 歌：ウルトラレア（レッカ〈南條愛乃〉・コーリン〈三森すずこ〉・スイコ〈寺川愛美〉） 作詞：中山真斗、作曲：上松範康、編曲：菊田大介
  - 『カードファイト!! ヴァンガード リンクジョーカー編』RIDE 105 - RIDE 119ED（ED10曲目）

3. ユメユメエキスプレス[4:02]
  - 歌：ミルキィホームズ、作詞・作曲・編曲：中山真斗
  - 『カードファイト!! ヴァンガード リンクジョーカー編』RIDE 120 - RIDE 138ED（ED11曲目）

4. 無限∞REBIRTH[4:04]
  - 歌・作詞・作曲：DAIGO、編曲：宅見将典
  - 『カードファイト!! ヴァンガード リンクジョーカー編』RIDE 129 - RIDE 148OP（OP5曲目）

5. Ride on fight![4:12]
  - 歌：戸倉ミサキ〈橘田いずみ〉・立凪コーリン〈三森すずこ〉、作詞：小田倉奈知、作曲：太田雅友、編曲：EFFY
  - 『カードファイト!! ヴァンガード リンクジョーカー編』RIDE 139 - RIDE 150ED（ED12曲目）

6. Break your spell[4:27]
  - 歌：サイキックラバー、作詞・作曲：YOFFY、編曲：トオミ ヨウ
  - 『カードファイト!! ヴァンガード リンクジョーカー編』RIDE 149 - RIDE 163OP（OP6曲目）

7. Fly away -大空へ-[3:25]
  - 歌：Suara、作詞：巽明子、作曲：衣笠道雄、編曲：豆田将
  - 『カードファイト!! ヴァンガード リンクジョーカー編』RIDE 151 - RIDE 163ED（ED13曲目）

8. V-ROAD[4:13]
  - 歌：BUSHI★7〈DAIGO・サイキックラバー・Suara・三森すずこ・橘田いずみ・森嶋秀太〉 作詞・作曲：DAIGO、編曲：宅見将典
  - 『カードファイト!!ヴァンガード レギオンメイト編』RIDE 164 - RIDE 179OP（OP7曲目）

9. Get Up[3:31]
  - 歌：FAKY、作詞：Amon Hayashi、作曲・編曲：Mitsu.J
  - 『カードファイト!!ヴァンガード レギオンメイト編』RIDE 164 - RIDE 179ED（ED14曲目）

10. KNOCK ON YOUR GATE![3:47]
  - 歌：小野正利、作詞：前田たかひろ、作曲：かねこちはる、編曲：安岡洋一郎
  - 『カードファイト!!ヴァンガード レギオンメイト編』RIDE 180 - RIDE 196OP（OP8曲目）

11. Get back yourself[3:54]
  - 歌：CERASUS、作詞：YUMIKO・龍波しゅういち、作曲：YUMIKO、編曲：野村真生
  - 『カードファイト!!ヴァンガード レギオンメイト編』RIDE 180 - RIDE 196ED（ED14曲目）

12. Bravery Flame【Bonus Track】[4:12]
  - 歌：ウルトラレア（レッカ〈南條愛乃〉・コーリン〈三森すずこ〉・スイコ〈寺川愛美〉） 作詞：松井洋平、作曲・編曲：村井大
  - 映画『劇場版 カードファイト!! ヴァンガード ネオンメサイア』挿入歌

### Vanguard Best Album 3 「カードファイト!!ヴァンガードG」主題歌集I
2017年2月22日にブシロードミュージックから発売。通算3枚目となる主題歌集。前作と同様『カードファイト!! ヴァンガード』のテレビアニメの主題歌を収録している他、月刊ブシロード付録DVD限定テーマ曲も収録している。
収録曲
1. BREAK IT![4:15]
  - 歌：宮野真守、作詞・作曲・編曲：STY
  - 『カードファイト!! ヴァンガードG』TURN 1 - TURN 26OP（OP9曲目）

2. だから元気 for YOU[3:51]
  - 歌：戸倉ミサキ〈橘田いずみ〉、作詞：畑亜貴、作曲・編曲：田代智一
  - 『カードファイト!! ヴァンガードG』TURN 1 - TURN 13ED（ED15曲目）

3. NEXT PHASE[4:28]
  - 歌：新田恵海、作詞：Satomi、作曲・編曲：藤田淳平
  - 『カードファイト!! ヴァンガードG』TURN 14 - TURN 25ED（ED16曲目）

4. Generation![3:51]
  - 歌：JAM Project、作詞：影山ヒロノブ、作曲：きただにひろし、編曲：鈴木マサキ
  - 『カードファイト!! ヴァンガードG』TURN 27 - TURN 48OP（OP10曲目）

5. flower[3:49]
  - 歌：中ノ森文子、作詞：中ノ森文子・山口高始、作曲・編曲：山口高始
  - 『カードファイト!! ヴァンガードG』TURN 26 - TURN 36ED（ED17曲目）

6. メクルメク勇気![3:59]
  - 歌：STARMARIE、作詞：松井洋平、作曲・編曲：浅田祐介
  - 『カードファイト!! ヴァンガードG』TURN 37 - TURN 48ED（ED18曲目）

7. YAIBA[4:05]
  - 歌・編曲：BREAKERZ、作詞：DAIGO、作曲：AKIHIDE
  - 『カードファイト!! ヴァンガードG ギアースクライシス編』TURN 1 - TURN 26OP（OP11曲目）

8. Don't Look Back[3:38]
  - 歌：ラミーラビリンス（アム〈愛美〉・ルーナ〈工藤晴香〉） 作詞：タイラヨオ・あらケン、作曲・編曲：あらケン
  - 『カードファイト!! ヴァンガードG ギアースクライシス編』TURN 1 - TURN 26ED（ED19曲目）

9. SHOUT![3:44]
  - 歌：宮野真守、作詞・作曲・編曲：STY
  - 『カードファイト!! ヴァンガードG ストライドゲート編』TURN 27 - FINAL TURNOP（OP12曲目）

10. ハイタッチ☆メモリー[4:16]
  - 歌：小倉唯、作詞：ワタナベハジメ、作曲：高尾奏之介、編曲：奈良悠樹
  - 『カードファイト!! ヴァンガードG ストライドゲート編』TURN 27 - TURN 38ED（ED20曲目）

11. Promise You!![4:56]
  - 歌：ゆいかおり、作詞：大森祥子、作曲：俊龍、編曲：中西亮輔
  - 『カードファイト!! ヴァンガードG ストライドゲート編』TURN 39 - FINAL TURNED（ED21曲目）

12. Hybrid Generation[1:31]
  - 歌：新導クロノ〈石井マーク〉・綺場シオン〈榎木淳弥〉・安城トコハ〈新田恵海〉 作詞：坂井竜二、作曲・編曲：村井大
  - 月刊ブシロード付録DVD限定OPテーマ曲

13. Hi×Touch大丈夫![1:33]
  - 歌：戸倉ミサキ〈橘田いずみ〉・新田シン〈森嶋秀太〉、作詞：南野Emily、作曲・編曲：山崎泰之
  - 月刊ブシロード付録DVD限定EDテーマ曲

14. ヴァンガ郎くん絵描き歌【Bonus Track】[4:06]
  - 歌：伊吹コウジ〈宮野真守〉・安城マモル〈柳田淳一〉・大山リュウタロウ〈置鮎龍太郎〉 作詞・作曲・編曲：村井大